# Grzegorz Woźniak (pisarz)
Grzegorz Woźniak (ur. w 1964 w Łodzi) – polski pisarz, krytyk literacki. W latach 2008–2014 był stałym recenzentem miesięcznika Lampa. 

## Życiorys
W latach 1979–1983 uczęszczał do IV LO im. Emilii Szczanieckiej w Łodzi. Ukończył filozofię teoretyczną na Katolickim Uniwersytecie Lubelskim. Debiutował w 1993 roku tomikiem poetyckim Zwiastowanie. W 1999 roku wydał powieść Krzyk-Rozpacz. Requiem Bogu spisane przez oszalałego mnicha w wydawnictwie Aureus. Od 1995 roku związany z klubem Mózg w Bydgoszczy, był także członkiem Stowarzyszenia Artystycznego Mózg. W Konkursie na sztukę awangardową zorganizowanym przez Teatr Nowy im. Kazimierza Dejmka w Łodzi w ramach Roku Awangardy (2017) zdobył wyróżnienie za monodram Aktorka. Sceniczny manifest awangardy.

## Twórczość
- Zwiastowanie (Łódź, 1993)
- Hymny nad hymnami (Łódź, 1994)
- Eos (Łódź, 1995)
- Confessio (Łódź, 1995)
- Poezje (Łódź, 1996)
- Krzyk-Rozpacz. Requiem Bogu spisane przez oszalałego mnicha (Kraków, 1999)
- Okaleczeni nocą (Kraków, 2018)
- Pejzaż Adalen (Kraków, 2019)
- Muzeion. Dotknięci milczeniem (Kraków, 2020)
- Dramaty (Kraków, 2021)